# Nomada flaviceps
Nomada flaviceps är en biart som beskrevs av Cresson 1865. Nomada flaviceps ingår i släktet gökbin, och familjen långtungebin. Inga underarter finns listade i Catalogue of Life.